# 矿杆菌属
矿杆菌属（学名：Fodinibacter），也是矿山杆菌属，是间孢囊菌科下的一个属。

## 下属物种
本属包括以下物种：
- 橙黄色矿山杆菌 Fodinibacter luteus Wang et al., 2009[2]